# エルハイダ・ダニ
エルハイダ・ダニ（アルバニア語: Elhaida Dani、1993年2月17日 - ）は、アルバニア・シュコドラ出身の歌手である。2009年にアルバニア版スター・アカデミーで優勝、2012年にはトップ・フェストで優勝。同じ年に音楽オーディション番組『ザ・ヴォイス』のイタリア版『ボイス・オブ・イタリー』に出場し、視聴者票の70%以上を獲得して優勝した。
2014年12月にはアルバニアの音楽番組『フェスティヴァリ・イ・ケンゲス』で「Diell」を歌って優勝を果たし、ユーロビジョン・ソング・コンテスト2015のアルバニア代表に選出された。ユーロビジョン・ソング・コンテスト2015は2015年5月にオーストリア・ウィーンで開催される。。

## 来歴
1993年2月17日にアルバニア北部の都市シュコドラに生まれ、6歳からピアノを習い始める。2008年に音楽番組・ケンガ・マジケに出場し「Fjala e fundit」を歌ったのがテレビメディアへの初の露出であった。2009年にはアルバニア版『スター・アカデミー』に出場し優勝する。その後2011年にはモンテネグロの音楽祭スンチャネ・スカレに出場して「Si asnjëherë」を歌い年少者部門で優勝する。同じ2011年にはルーマニアとブルガリアの音楽祭でそれぞれ優勝、またアルバニアの音楽祭・フェスティヴァリ・イ・ケンゲスに出場し「Mijëra vjet」を歌う。2012年には音楽レーベル・スリードツ・ミュージック・アルバニア（Threedots Music Albania）にて楽曲「S'je më」を制作、トップ・フェストに出場し優勝を果たす。
国際的なキャリア形成を目指してバルカン諸国の多くの音楽祭に出場を続けたが、イタリア・ローマで行われるボイス・オブ・イタリーに出場するためにイタリアに一時的に移住する。最初のブラインド・オーディションではジェシー・Jの「Mamma Knows Best」を歌い審査員や視聴者から高い評価を受けた。その後決勝まで勝ち進み、2013年5月の決勝ではララ・ファビアンの「Adagio」を歌い、視聴者票の70%超を獲得し優勝を果たした。
2014年、翌年のユーロビジョン・ソング・コンテストのアルバニア代表を目指し、同代表選考を兼ねるアルバニアの音楽祭・フェスティヴァリ・イ・ケンゲスに出場する。12月27日に行われた同大会の決勝で「Diell」を歌い優勝者に選出され、ユーロビジョン・ソング・コンテスト2015のアルバニア代表となることが決まった。